# Cushing-szindróma
A Cushing-szindróma egy emberekben és állatokban egyaránt előforduló endokrin betegség. A szócikk az állatoknál jelentkező megbetegedéssel foglalkozik. Noha az ember környezetében élő állatok közül lovaknál és ritkán ugyan, de macskáknál és vadászgörényeknél is előfordul, köznapi szinten leggyakrabban kutyák esetében tapasztalható, ezért a szócikk elsősorban a kutyáknál jelentkező tüneteket mutatja be.
A Cushing-szindrómának többféle oka lehet, a szervezet egészét érintő, sokrétű tüneteit a mellékvesekéreg által termelt kortizol hormon kóros felszaporodása váltja ki. Az időben felismert betegség korszerű gyógyszerekkel jól kezelhető, a fel nem ismert, kezeletlen betegség viszont az életminőség súlyos és sokrétű megromlását, az állat szenvedését és elpusztulását okozhatja.
Elkülönítendő a Cushing-kórtól: ezt a kifejezést csak akkor használjuk, amikor a Cushingoid-tüneteket egy hypophysis adenoma által termelt ACTH okozza.

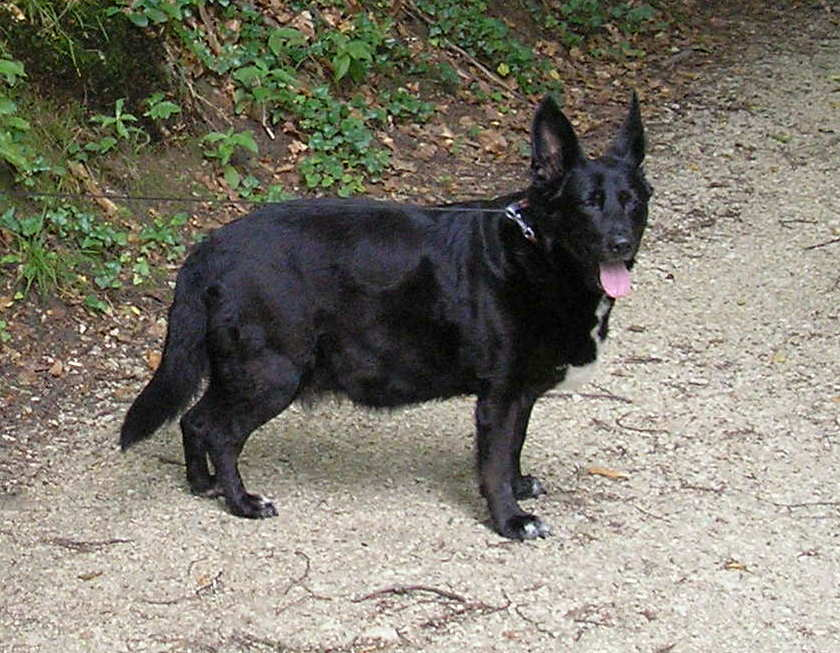
Jellegzetes, lelógó has és fartáji zsírfelhalmozódás Cushing-szindrómás kutyánál

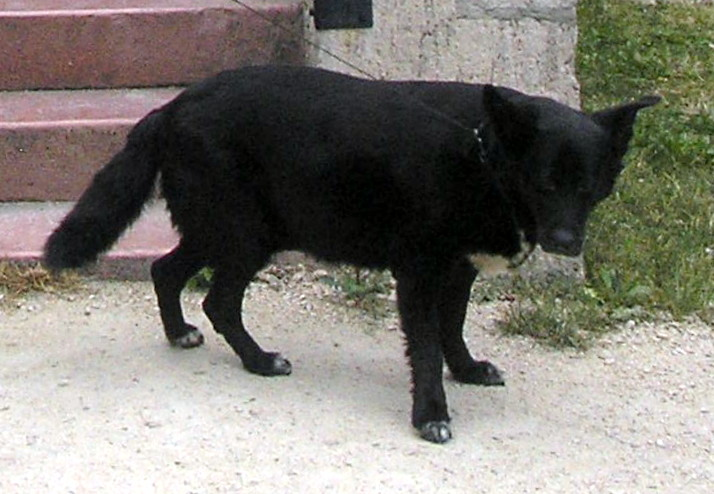
Fenti kutya három hónap sikeres kezelés után. A testsúly 2 kg-ot csökkent, a fartáji zsírfelhalmozódás és a has mérete is jelentősen csökkent.

## A betegség kiváltó okai és elnevezései
A kortizol az életműködésekhez és a szervezet kiegyensúlyozott működéséhez nélkülözhetetlen hormon, melyet a mellékvese kérgi állománya állít elő. Termelését az agyalapi mirigy által előállított ACTH hormon szabályozza, a napszaknak, külső körülményeknek, megterhelésnek megfelelően, ezáltal a hormonszint egy nap alatt is jelentősen ingadozik. Amennyiben a hormontermelés szabályozásában zavar támad és a kortizolszint tartósan magasra emelkedik, fokozatosan kialakul a Cushing-szindróma tünetegyüttese.
- Az agyalapi mirigy többnyire jó-, ritkán rosszindulatú megnagyobbodása miatt megnövekvő ACTH hormontermelés túlműködésre készteti a mellékvesekérget. A betegség neve ebben az esetben PDH (Pituitary Dependent Hyperadrenocorticism), vagy  centrális Cushing-szindróma. Az esetek 80%-át ez a típus teszi ki.
- A mellékvese önálló kortizol termelő daganata. Ez esetben ADH (Adrenal Dependent Hyperadrenocorticism) vagy perifériás Cushing-szindróma a betegség elnevezése. Az esetek kb. 20%-át teszi ki. Többnyire az egyik, ritkán mindkét mellékvesét érinti.
- A testben bárhol fellépő, ACTH hormont termelő rosszindulatú daganat (pl. kissejtes tüdőrák) készteti túlműködésre a mellékvesekérget.
- A Cushing-szindróma tünetei hosszútávú glükokortikoid hormonkezelés mellékhatásaként is kialakulhatnak (úgynevezett iatrogén Cushing-szindróma).

## Előfordulása
Általában idősebb állatokban jelentkezik, kutyák esetében többnyire 8 év felett és főként kisebb termetű kutyákban. Tacskókban, yorkshire terrierekben és törpe uszkárokban különösen gyakori. Ritkábban nagyobb termetű és fiatalabb állatokban is jelentkezhet. Macskákban ritkán fordul elő, viszont náluk igen gyakori a szövődményes cukorbetegség.

## Tünetek
Az állatokban jelentkező Cushing-szindróma okai megegyeznek az emberben előforduló okokkal. Mivel a megfigyelhető klinikai tüneteket az emelkedett kortizolszint okozza, ezért a betegség kiváltó okától függetlenül, a tünetek gyakorlatilag megegyeznek.
Ki kell emelni, hogy nem minden tünet jelentkezik feltétlenül a betegség folyamán. Sok esetben egy-egy résztünet már évekkel a betegség diagnosztizálása előtt is  megjelenhet. A tüneteket sok más, gyakoribb betegség is okozhatja, ezért a betegség felismerése nehéz.
- Fokozott vízivás: az addig normál folyadékmennyiséget fogyasztó állat feltűnően sokat kezd inni. A kutyák nyalják az esetleg kiürült vizestálukat, az utcán beleisznak a tócsákba a tűrhetetlen szomjúság miatt. A vízfogyasztásuk a szokásos mennyiség triplájára, vagy még magasabbra is nőhet, minden külső ok nélkül. Természetesen nyári melegben, vagy száraztápra váltás után betegség nélkül is megnő a vízfogyasztás. A tünetet cukorbetegség vagy vesebetegség is okozhatja.
- Fokozott vizelés: a vizelet mennyisége is drasztikusan megnő. Lakásban tartott kutya a szokottnál többször, vagy váratlanul leviteti magát, olykor a szobatisztaság elvesztése is előfordulhat. A vizelés időtartama hosszú lesz, az állat szinte nem bírja abbahagyni. A vizelet a szokottnál világosabb színű. A tünetet többek között cukorbetegség, vesebetegség is okozhatja.
- Fokozott étvágy: az állat étvágya jelentősen megnő, akár a szinte csillapíthatatlan farkasétvágyig. A tünetet többek között cukorbetegség is okozhatja.
- Az állat feltűnően keresi a hűvös helyet, előszeretettel fekszik le a hideg kőre, akár télen is.
- Lihegés: az állat feltűnően erősen és sokáig, akár egész éjszakán keresztül liheg, megterhelés, vagy túl meleg környezet nélkül is. A tünetet sok egyéb mellett szívbetegség, szívelégtelenség, valamint az abból következő tüdővizenyő is okozhatja.
- Az állat hasa jellegzetesen körte alakban megnő, megereszkedik. A tünetet túltáplálás, hasvízkór is okozhatja.
- Főként a kutyák fara táján erőteljes zsírfelhalmozódás jelentkezhet, túltáplálás nélkül is.
- Szőrhullás alakulhat ki: ez lehet általános, vedlésre emlékeztető szőrhullás, vagy eleinte kisebb, majd egyre terjedő foltokban jelentkező szőrhiány. A folyamat akár a teljes szőrvesztésig fokozódhat. A tünetet egyéb hormonális betegségek, illetve különféle bőrfertőzések, gombák, atkák is okozhatják.
- Az állat bőre tapinthatóan elvékonyodik, rugalmatlanná válik, sérülés esetén lassúbb a sebgyógyulás. A tünetet sok más mellett az állat magas életkora is okozhatja.
- Fokozott pigmentáció: a bőr helyenként (pl. az alhason) lassan megsötétedik, barnássá válik.
- A bőrben és a bőr alatti kötőszövetben kalciumlerakódások (tapintható kemény csomók) alakulhatnak ki, főként előrehaladott esetekben.
- A látható nyálkahártyák a vörösvértestek igen magas száma miatt a normális halvány rózsaszín helyett erőteljesen vörösesek lehetnek, gyulladás nélkül.
- Az állat izom- és csontrendszere meggyengül, ezért a lépcsőzés, autóba beszállás feltűnően nehezebben megy a szokottnál. A tünetet öregség, ízületi panaszok is okozhatják.
- Olykor, az időlegesen igen magasra felszökött hormonszint miatt pánikrohamra emlékeztető tünetek léphetnek fel; az állat rendkívül izgatottá válik, erősen liheg, szíve igen gyorsan ver, fülét hátracsapja, láthatóan rémült.
- A betegséghez az esetek legnagyobb részében tartósan magas vérnyomás társul, mely többek között szívelégtelenséghez, veseelégtelenséghez, tüdőödémához, strokehoz vezethet.
- Gyakori a húgyúti fertőzés.
- Emberekben jelentkező betegségnél igen gyakori tünet az erős fejfájás, ami ugyan állatoknál bizonyíthatatlan, de előfordulhat. A fejfájást okozhatja a nagyra nőtt agyalapi mirigy nyomása, vagy a magas vérnyomás is.

## A betegség kórjóslata
Ha a tüneteket az agyalapi mirigy jóindulatú daganata (adenoma) okozza, az állat állapota megfelelő gyógykezelés esetén jelentősen javulhat. Sikeres kezelés esetén egyes tünetek gyorsan rendeződnek (vízivás, vizelés, lihegés, farkasétvágy), más tünetek visszafejlődéséhez több hónapra is szükség lehet (bőrtünetek, testalkati változások).
Kezeletlen esetekben az állat életminősége drámaian megromlik, várható élettartama lecsökken. A beteg életét a kezeletlen Cushing-szindróma súlyos szövődményei veszélyeztethetik: ilyenek a cukorbetegség, a hasnyálmirigy-gyulladás, a magas vérnyomás. Legrosszabb esetben tüdőembólia vagy stroke is bekövetkezhet.
Ha a betegséget olyan rosszindulatú mellékvesedaganat okozza, amely már áttéteket képezett a beteg szervezetében, a prognózis rossz.

## Vizsgálatok
Mivel a Cushing-szindróma igen sokrétű tüneteket okozó betegség, ezért gyanú esetén szerencsésebb, ha endokrin betegségek gyógyításában jártassággal rendelkező állatorvost keresünk fel. Önmagában egyetlen vizsgálat semmiképpen sem elegendő, csak a fizikális és műszeres vizsgálatok, valamint a laboratóriumi eredmények együttes kiértékelése után lehet biztonsággal megállapítani a betegséget.
Rutin vérvizsgálat során, a fehér- és vörösvérsejtek magasabb száma, a vércukor, koleszterin és alkalikus fosztatáz magasabb értékei tűnhetnek fel, a kálium szintje ugyanakkor alacsonyabb lehet. A betegek vérének zsírtartalma (triglicerid) jellemzően magas.
A vizelet általában híg (alacsony sűrűségű), előfordulhat cukorvizelés, illetve gyakran tapasztalhatók húgyúti gyulladásra utaló eltérések.
A hasi ultrahangvizsgálatot lehetőleg nagy felbontású készülékkel kell végezni, a mellékvesék felkeresése nagy gyakorlatot igényel. Amennyiben csak az egyik mellékvese nagyobbodott meg, valószínűleg onnan ered a betegség. Ha mindkét mellékvese egyformán nagyobb, abban az esetben valószínűleg az agyalapi mirigy lehet a betegség forrása. A máj a legtöbb esetben megnagyobbodott. Mellékvesedaganat esetén az esetleges áttéteket is keresni kell, illetve vizsgálják a tumor eltávolíthatóságát.
Az állat vérnyomásának megmérése is feltétlenül szükséges, mivel a Cushing-szindróma egyik következménye lehet az állandósult magas vérnyomás. Amennyiben veszélyesen magas érték mutatkozik, a további vizsgálati eredményektől függetlenül tanácsos gyógyszeres kezelést elkezdeni.
A Cushing-szindróma gyanújának megerősítésére speciális vizsgálatokat szükséges végezni: 
- a vizelet kortizol/kreatinin arányának meghatározása lehetőleg 24 órán keresztül gyűjtött vizeletből. A vizsgálat negatív eredménye gyakorlatilag kizárja a Cushing-szindrómát. Emelkedett értéknél további vizsgálatok szükségesek.
- alacsony dózisú dexametazon-szupressziós teszt: a betegség megállapítása/kizárása
- magas dózisú dexametazon-szupressziós teszt: az egyes kórformák elkülönítése
- ACTH-stimulációs teszt: a betegség megállapítása/kizárása. Az ún. iatrogén forma igazolása.
- Kétes esetekben hasi és koponya CT vizsgálat is végezhető, illetve megmérhető a beteg vérének ACTH hormon koncentrációja.

## Kezelés
- Legegyszerűbb esetben, amikor glükokortikoid ("szteroid") készítmények hosszútávú adagolása okozza a tüneteket, a gyógyszer fokozatos elhagyása szükséges, ezután a tünetek lassan elmúlnak.
- Amennyiben a mellékvese daganata okozza a panaszokat, műtétileg meg lehet próbálni eltávolítani a beteg mellékvesét. A műtét akkor javasolt, ha a beteg szervezetében áttétes folyamat nem mutatható ki.
- Agyalapi mirigy okozta betegség esetén a szerv eltávolítása is szóba jöhet. A műtétet Európában a hollandiai Utrechtben végzik. Komoly előkészületeket, a gyógyulás után állandó hormonpótlást igényel. Igen költséges.

### Gyógyszeres kezelés
A gyógyszeres kezelés célja a kortizolszint csökkentése. Leggyakrabban az agyalapi mirigy által kiváltott betegségben alkalmazzák.
A gyógyszeres kezelés ugyan a betegséget nem gyógyítja meg, de a tüneteket szerencsés esetben maradéktalanul megszünteti. A betegség tartós és folyamatos kezelése, valamint rendszeres felülvizsgálat szükséges, melyek jelentős anyagi terhet rónak az állat gazdájára.
A kortizolszint gyógyszeres csökkentésére leggyakrabban használt hatóanyagok: 
- A mellékvese kortizoltermelő sejtjeit elpusztító gyógyszer a mitotán (Lysodren tabletta). Komoly mellékhatásai lehetnek, folyamatos állatorvosi ellenőrzést igényel.
- Legújabb hatóanyag a trilosztán, mely csak pár éve került forgalomba (Vetoryl és Modrenal kapszula). Rövid idő alatt és hatékonyan csökkenti a kortizolszintet, folyamatosan kell adagolni.
- A gombaellenes gyógyszerként is használt ketokonazol, Nizoral tabletta néven. A kutyák kb. negyedénél jó hatást lehet vele elérni.

Mindhárom szer alkalmazását és adagolását alapos vizsgálatoknak kell megelőznie. A terápia az állat gazdája részéről komoly odafigyelést, adagolási fegyelmet, anyagi ráfordítást igényel, az állatot meghatározott időközönként ellenőrző vizsgálatra kell vinni. Az ellenőrzések célja a klinikai tünetek változásának, a gyógyszer hatékonyságának és adagolásának ellenőrzése, az esetleges mellékhatások vizsgálata.
A kortizolszint túlzott csökkenését is feltétlenül el kell kerülni, mivel súlyos, életveszélyes helyzet is előállhat (ún. Addison-krízis), főleg ha egyidejűleg a kutya aldoszteron hormon koncentrációja is jelentősen lecsökken. Ennek tünetei közé tartoznak az étvágytalanság, hányás, tompultság, alacsony testhőmérséklet, hasmenés és kóma. Amennyiben Cushing-szindróma ellenes gyógyszer használata során ilyen tünetek lépnek fel, azonnal állatorvoshoz kell fordulni.
Természetesen a Cushing-szindróma által okozott egyéb betegségeket is kezelni kell (pl. cukorbetegség, magas vérnyomás, bőrgyulladás stb.).
Ha az állat jól reagál a gyógyszerre, a fokozott vízivás és ürítés, a lihegés már egy hét alatt is jelentősen csökken, vagy akár meg is szűnik. A vérkép javulása, a nyálkahártyák vörösségének és a has méretének csökkenése néhány hét után tapasztalható. A testalkat és a szőrzet részleges vagy teljes normalizálódása néhány hónapot is igénybe vehet.
Sajnos előfordulhat, hogy a kortizol normális szintre csökkentésével addig lappangó, főként ízületi gyulladásos betegségek fellángolnak, ebben az esetben porcvédő szerek, és/vagy a kezelőorvos által javasolt gyulladáscsökkentő gyógyszerek adhatók.

### Kontrollvizsgálatok
A gyógyszeres kezelés során rendszeres kontrollvizsgálatnak kell történnie, melynek  gyakoriságát a felhasznált gyógyszer típusától függően a beteg állatorvosa határozza meg. Ennek alkalmával általában ACTH-stimulációs tesztet, valamint egyéb kiegészítő vizsgálatokat kell elvégezni (vérnyomásmérés, rutin laboratóriumi paraméterek). A kiinduló, valamint az ACTH-stimulációt követő kortizolszintek élettani értékre való csökkenése sikeres kezelésre utal.
A kontrollvizsgálat során az állatorvos újra értékeli a beteg fizikális állapotát is, különös tekintettel a vízivás, lihegés, fokozott étvágy, mozgékonyság, általános állapot, a bőr és szőrzet, valamint a hastérfogat változásaira.

### A Cushing-szindróma által kiváltott magas vérnyomás kezelése
A Cushing-szindróma egyik alattomos és az állat gazdája által szinte felismerhetetlen szövődménye a tartósan magas vérnyomás, mely károsítja a veséket, az érrendszert, és akár végzetes tüdőödémához, agyvérzéshez, orrvérzéshez vagy hirtelen kialakuló vaksághoz (retinaleválás) vezethet. Noha a betegség által kiváltott magas vérnyomás a kortizolszint gyógyszeres csökkentésének hatására többnyire pár hét után csökken, a normál vérnyomásérték elérésig sok esetben vérnyomáscsökkentő gyógyszer adására és rendszeres vérnyomás ellenőrzésre van szükség.
Amennyiben az állatnak magas vérnyomása és/vagy szívbetegsége is van, trilosztán hatóanyagú gyógyszer mellé nem javasolt ún. ACE-gátló gyógyszert adni, mivel súlyos mellékhatások lehetnek, akár hirtelen elhullás is bekövetkezhet. Ilyen esetekben a vérnyomás csökkentésére és a szív munkájának segítésére más gyógyszercsoportból kell választani, pl. Ca-antagonisták, béta-blokkolók. Amennyiben feltétlenül szükséges ACE-gátló gyógyszer adagolása, szoros állatorvosi ellenőrzésre, a vér kálium szintjének rendszeres mérésére, a várható előny és kockázat gondos mérlegelésére van szükség.

## Az állat gazdájának tennivalói
A beteg kutyát nem szabad túlterhelni, munka- vagy vadászkutyaként dolgoztatni. A legyengült immunrendszer és szervezet karbantartására porcvédő szerek, vitaminok, jó minőségű táplálék, állatoknak szánt Béres-csepp adható, kizárólag a kezelőorvos beleegyezésével.
A elgyengült bőrt, hulló szőrzetet kímélő samponnal kell mosni. Legyengült izomzat és csontrendszer esetén a sétáltatást körültekintően kell végezni, az állatot túlhajtani nem szabad, viszont annyi mozgást feltétlenül kell biztosítani, amennyi az állatnak jólesik. Amennyiben a lépcsőzés, vagy autóba beszállás már nehezebben megy, segíthetünk a far alá nyúlva óvatos emeléssel, vagy a hason átvetett hosszú sál használatával. Többnyire elég a kutya súlyát enyhe emeléssel csökkenteni. Ha sikeres kezelés esetén a tünetek javulnak, a terhelést a kutya korának, kedvének, energiájának figyelembevételével óvatosan emelni lehet.
Nagyon fontos a gyógyszerek pontos adagolása, az állatorvos tanácsainak betartása, a rendszeres kontrollvizsgálat. Amennyiben váratlan rosszabbodás, vagy új tünet jelentkezik (pl. fulladás, járóképesség elvesztése, letargia, élelem, víz visszautasítása stb.), azonnal állatorvoshoz kell fordulni.
A kutyát semmiképpen sem szabad betegsége miatt kirekeszteni a család életéből, mert ezt a kutya úgy értékeli, hogy a falkája kizárta magából, és ez akár depressziót okozhat. A kutyát igyekezzünk egy betegség által korlátozott, de egyébként teljes értékű élőlényként kezelni.